# 15 (số)
15 (mười lăm) là một số tự nhiên ngay sau 14 và ngay trước 16.
- Căn bậc hai của 15 là 3,872983346
- Bình phương của 15 là 225
- 15 là một số tam giác

## Trong hóa học
- 15 là số hiệu nguyên tử của nguyên tố Phosphor (P)